# Xanthorrhoea australis
Xanthorrhoea australis är en grästrädsväxtart som beskrevs av Robert Brown. Xanthorrhoea australis ingår i släktet Xanthorrhoea och familjen grästrädsväxter. Inga underarter finns listade i Catalogue of Life.

## Bildgalleri

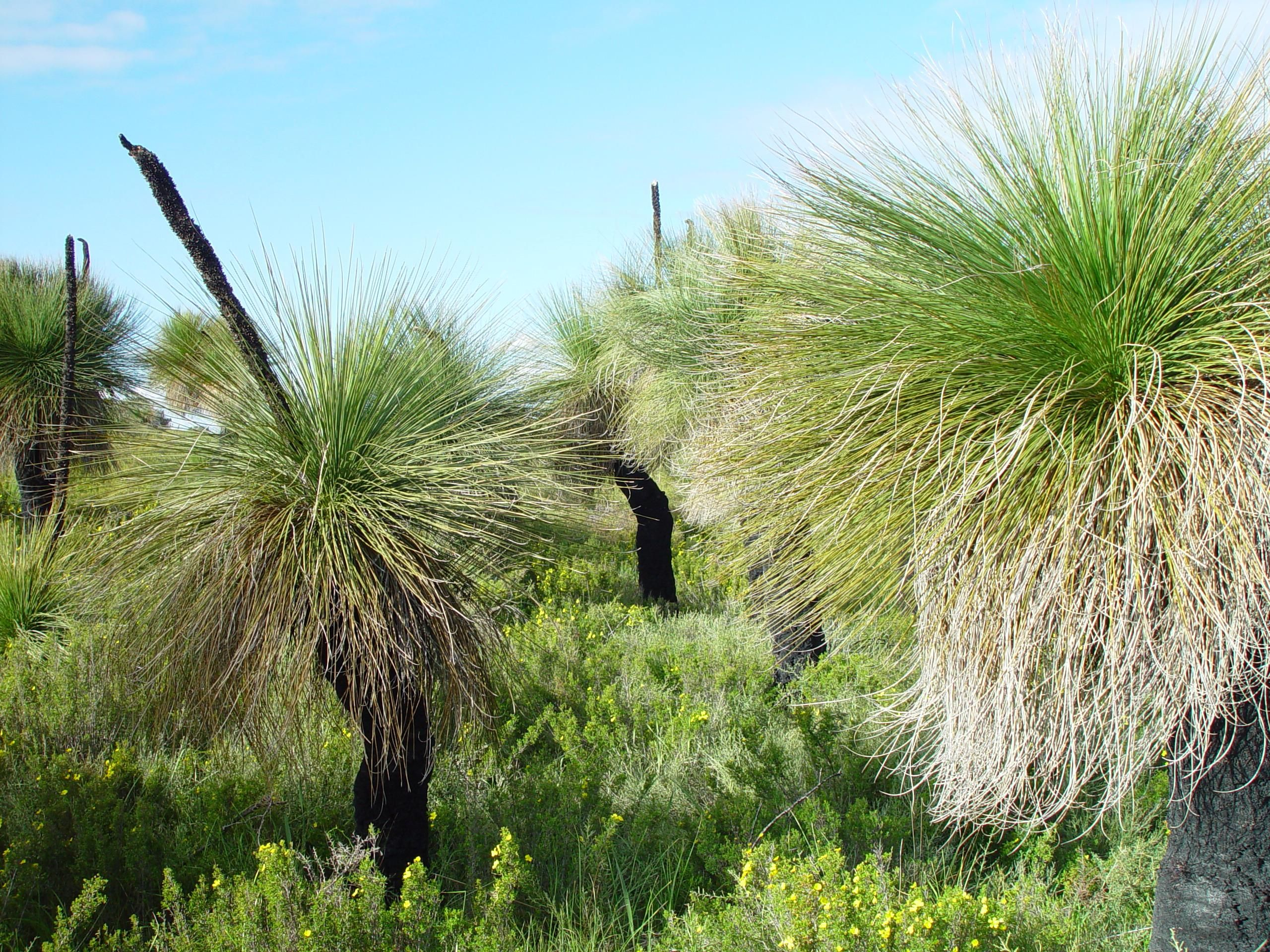
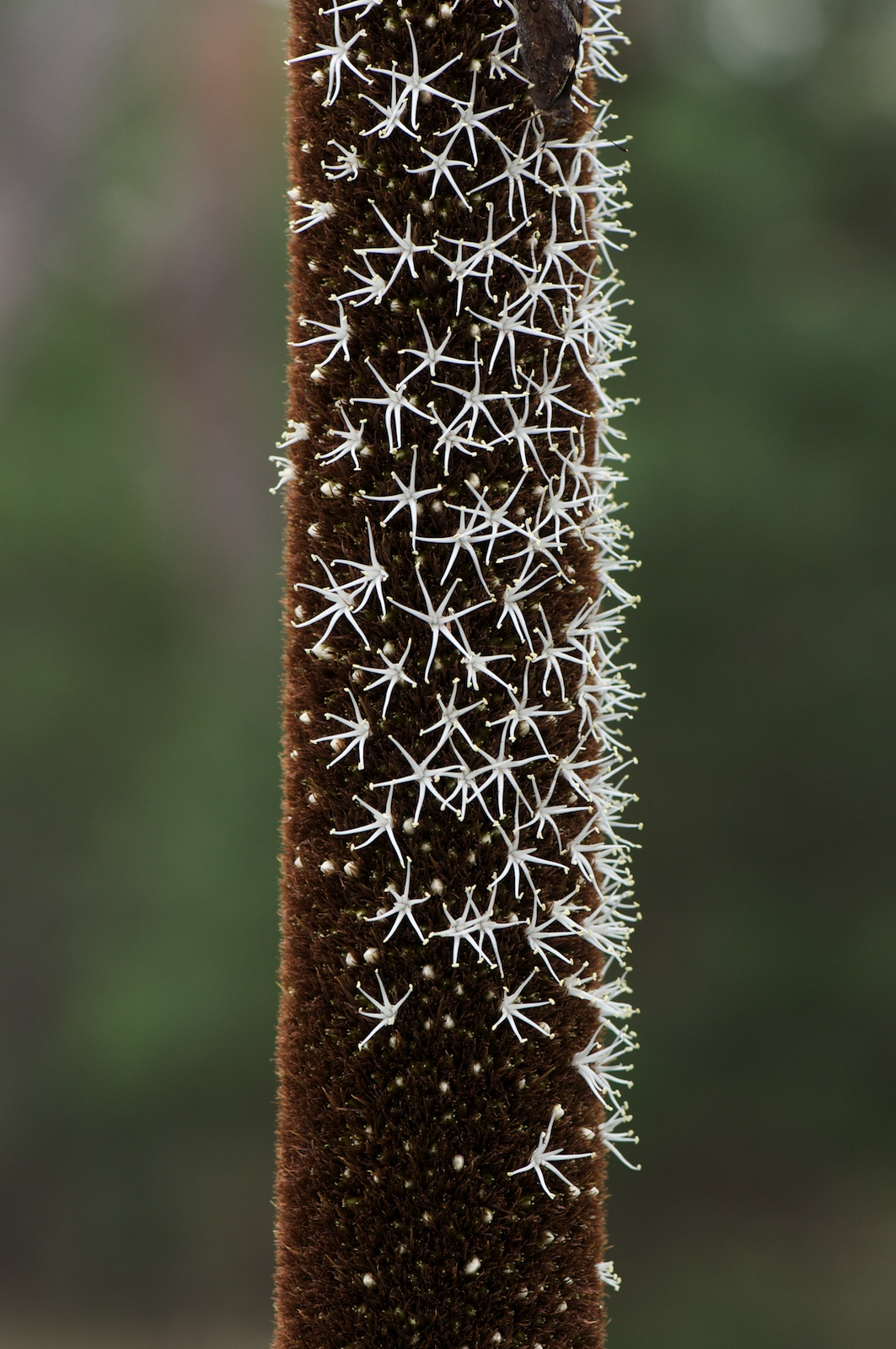